# نيد فلاندرز
نيد فلاندرز هو شخصية خيالية في المسلسل الأمريكي ذا سيمبسونز، يؤدي صوته الممثل الأمريكي هاري شيرر.